# Conflent

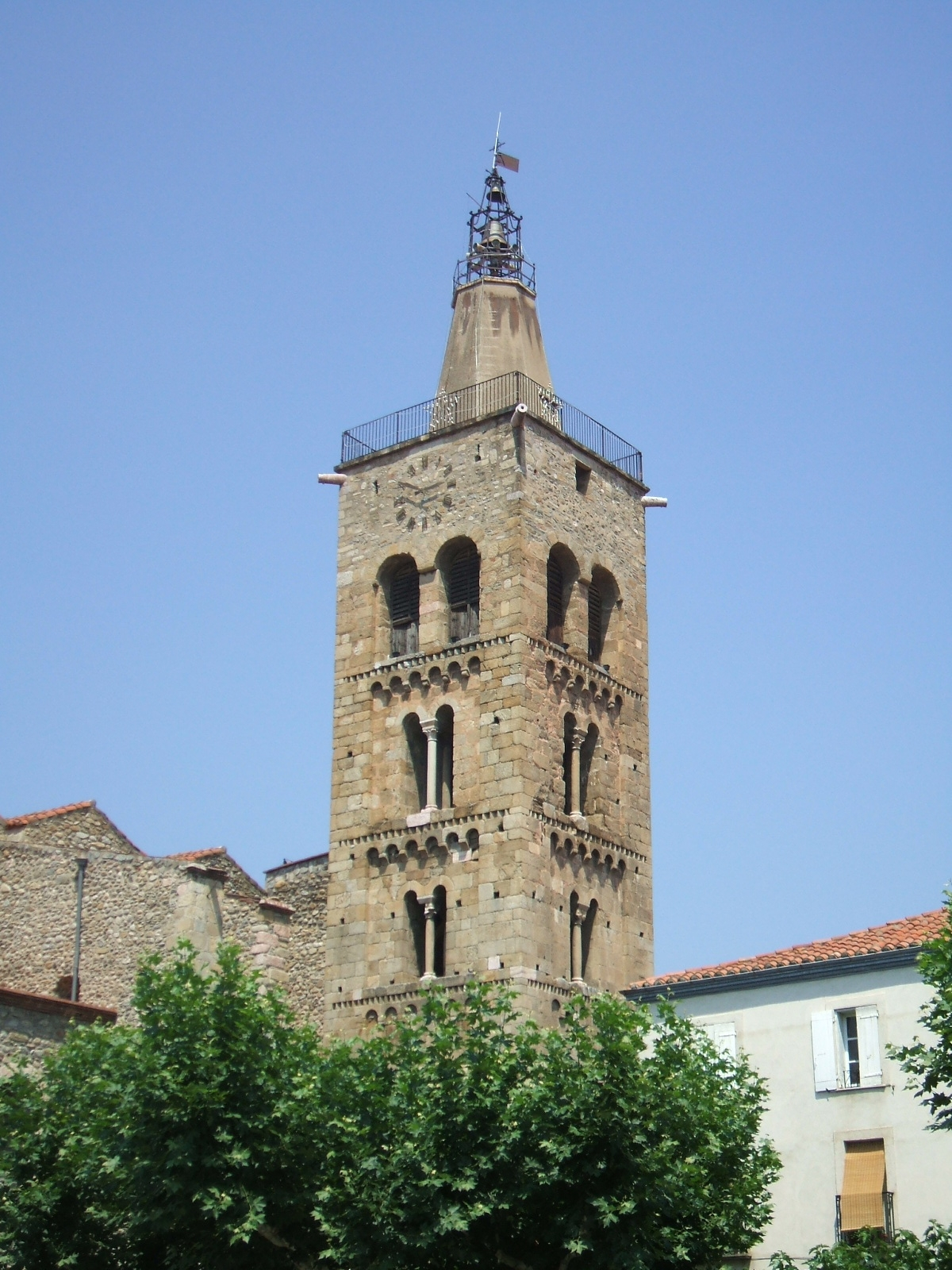
Campanario de la iglesia de San Pedro (Prades).

El Conflent es una comarca situada en el sur de Francia, en el departamento de Pirineos Orientales, en la región de Occitania. Hasta la firma del Tratado de los Pirineos en 1659 perteneció a la Corona de Aragón como parte del Rosellón. Su capital es la ciudad de Prades.

## Municipios de la comarca
| - Ayguatébia-Talau (Aiguatèbia i Talau) - Arboussols (Arboçols) - Baillestavy (Vallestàvia) - Campôme (Campome) - Canaveilles (Canavelles) - Casteil (Castell de Vernet) - Catllar (Catllà) - Caudiès-de-Conflent (Cauders de Conflent) - Clara (Clarà i Villerac) - Codalet - Conat - Escaro (Escaró) - Espira-de-Conflent (Espirà de Conflent) - Estoher (Estoer) - Eus - Fillols - Finestret - Fontpédrouse (Fontpedrosa) - Fuilla (Fullà) | - Glorianes - Joch (Joc) - Jujols (Jújols) - La Bastide (la Bastida) - Los Masos (els Masos) - Mantet (Mentet) - Marquixanes (Marqueixanes) - Molitg-les-Bains (Molig) - Mosset - Nohdes (Noedes) - Nyer - Olette (Oletà i Èvol) - Oreilla (Orellà) - Py (Pi de Conflent) - Prades (Prada de Conflent) | - Railleu (Ralleu) - Ria-Sirach (Riá i Cirac) - Rigarda (Rigardà) - Rodès - Sahorre (Saorra) - Sansa (Censà) - Saint-Marsal (Sant Marçal) - Sauto (Sautó) - Serdinya (Serdinyà) - Souanyas (Soanyes) - Tarerach (Tarerac) - Taurinya (Taurinyà) - Thuès-Entre-Valls (Toès i Entrevalls) - Urbanya (Orbanyà) - Valmanya (Vallmanya) - Vernet-les-Bains (Vernet) - Villefranche-de-Conflent (Vilafranca de Conflent) - Vinça (Vinçà) |

- Datos: Q15477
- Multimedia: Conflent / Q15477